# Guldfeber (film)
 For alternative betydninger, se Guldfeber (flertydig). (Se også artikler, som begynder med Guldfeber)
Guldfeber (org. The Gold Rush) er en komedie-stumfilm fra 1925 skrevet, produceret og instrueret af hovedrolleindehaveren Charlie Chaplin i sin rolle som Vagabonden. Desuden medvirker Georgia Hale, Mack Swain, Tom Murray, Henry Bergman og Malcolm Waite i filmen.
Filmen blev en stor økonomisk succes og regnes som en af de bedst indtjenende stumfilm nogensinde.

## Handling
Vagabonden (Charlie Chaplin) rejser til Alaska for at deltage i Guldfeberen i Alaska. Efter at være strandet i en øde hytte pga. vejret med en guldgraver (Mack Swain) og en fange på flugt (Tom Murray), finder vagabonden frem til en guldfeber-by hvor han beslutter at opgive livet som guldgraver. Efter at have fået et job som opsynsmand for en anden guldgravers hytte, forelsker han sig i en ensom saloon-pige (Georgia Hale), som han fejlagtigt tror også er forelsket i ham. Han bliver dog afbrudt af den guldgraver han mødte tidligere, da han har fået hukommelsestab og har brug for vagabondens hjælp til at finde sit guldfund igen.
Berømte scener fra filmen inkluderer:
- Vagabonden sulter og må spise sin støvle.
- Et hus balancerer på kanten af en klippe før beboerne (inklusiv Chaplin) i sidste øjeblik slipper ud.
- Vagabonden drømmer at han viser en dans for sine gæster ved hjælp af to stykker brød med en en gaffel i hver.

En sekvens blev lavet om i 1942 genudgivelsen så i stedet for at vagabonden finder en seddel fra Georgia, som han fejlagtigt tror er til ham, får han sedlen direkte af hende. En anden stor ændring er slutningen, hvor den nyrige Vagabond i den originale giver Georgia et langvarigt kys; lydversion ender før denne scene.

## Medvirkende
- Charlie Chaplin som den ensomme prospekter
- Georgia Hale som Georgia
- Mack Swain som Big Jim McKay
- Tom Murray som Black Larsen
- Henry Bergman som Hank Curtis
- Malcolm Waite som Jack Cameron

## Baggrund
Lita Grey blev originalt udvalgt til at spille den kvindelige hovedrolle. Chaplin giftede sig med Grey i midten af 1924, og hun blev udskiftet med Georgia Hale i filmen. Selvom der findes fotografier af Grey i rollen, indeholder dokumentarer som Unknown Chaplin og Chaplin Today: The Gold Rush ikke nogle filmklip med hende, hvilket indikerer at der ikke mere findes kopier.
Chaplin forsøgte at optage mange af scenerne on-location nær Truckee, Californien i starten af 1924. Han skrinlagde dog det meste af disse optagelser (der inkluderede en scene hvori han blev jaget gennem sneen af Big Jim, i stedet for kun rundt om hytten som i den endelige version), og beholdt kun filmens åbningsscene. Den endelige version af filmen blev filmet på udendørsstudio og scener på Chaplins Hollywood studio, hvor der blev opført udførlige Klondike-sets.
I en diskussion om filmen i dokumentarserien Unknown Chaplin afslører Hale, at Chaplin havde været hendes idol siden hun var lille og, at slutscenen i den originale version, hvori de to kysser, havde reflekteret deres forhold på det tidspunkt (Chaplins ægteskab med Lita Grey var brudt sammen under produktionen af filmen). Hale gjorde rede for hendes forhold til Chaplin i hendes erindringer Charlie Chaplin: Intimate Close-Ups.
Guldfeber var en kæmpe succes i USA og i resten af verden. Det er den femtehøjest indtjenende stumfilm i historien, med en indtjening på lidt over $4.250.001 i 1926.
Chaplin erklærede ved filmens udgivelse, at dette var filmen han gerne ville huskes for. I dag er den originale 1925-film, i USA, public domain, siden copyrighten ikke blev fornyet i 1953. Udenfor USA hævder Roy Export Company Establishment (nuværende rettighedshaver) at filmen stadig er ophavsrettet i Europæiske lande, indtil 2047 (70 år efter instruktøren Chaplins død); i Canada, indtil 2027 (50 år efter Chaplins død); i Japan, indtil 2015 (Enten 38 år efter Chaplins død, eller 70 år fra udgivelsen).

### 1942 genudgivelse
I 1942 udsendte Chaplin en ny version af Guldfeber, ved at tage den originale version og skrive et soundtrack til og selv indtale en fortælling og klippede filmen så den blev op til 6 minutter kortere. Som nævnt tidligere blev der også ændret i plottet flere steder. Udover at fjerne kysset i slutscenen, fjernede en anden ændring et subplot hvori Charlie, af Georgias elser Jack, bliver narret til at tro, at Georgia er forelsket i ham.
Det nye soundtrack af Max Terr og lydoptagelserne af James L. Fields blev nomineret til en Oscar i 1943.
Guldfeber var den første af Chaplins klassiske stumfilm, som han konverterede til en lydversion på denne måde. Som det afsløres på DVD-udgivelsen fra 2003, tjente genudgivelsen af Guldfeber også som en bevarelse af det originale filmmateriale, da selv det restaurerede materiale fra 1925-version på DVD-udgivelsen viser klare tegn på nedbrydning af filmmaterialet og manglende billeder, ting der ikke kan ses i 1942-versionen.

## Kritik
Den originale 1925-version af Guldfeber blev generelt positivt modtaget af kritikerne. Mordaunt Hall skrev i The New York Times:

Here is a comedy with streaks of poetry, pathos, tenderness, linked with brusqueness and boisterousness. It is the outstanding gem of all Chaplin's pictures, as it has more thought and originality than even such masterpieces of mirth as The Kid and Shoulder Arms.
Scenen hvor Chaplin spiser sin sko (i virkeligheden lavet af lakrids) er blevet ikonisk og blev refereret til i Simpsonsepisoden Brother, Can You Spare Two Dimes?.
I 1992 blev Guldfeber udvalgt til bevarelse i United States National Film Registry af Library of Congress da den blev fundet "kulturel, historisk, eller æstetisk vigtig".

## Popkulturelle referencer
Den "brøddans" vagabonden opfører i filmen opfattes som en af de mest uforglemmelige scener i filmhistoren, selvom Roscoe Arbuckle udførte noget ligende i filmenThe Rough House fra 1917, der også havde Buster Keaton på rollelisten. Stykket blev kort hyldet af Curly Howard i Three Stooges-filmen Pardon My Scotch fra 1935. I nyere tid er den blev replikeret af Johnny Depps karakter i 1993-filmen Benny and Joon og af Bedstefar Simpson i 1994-episoden af The Simpsons med titlen "Lady Bouvier's Lover".
American Film Institute anerkendelse
- 1998 AFI's 100 Years... 100 Movies #74
- 2000 AFI's 100 Years... 100 Laughs #25
- 2007 AFI's 100 Years... 100 Movies (10th Anniversary Edition) #58